# Championnat de Russie de football 2015-2016
Navigation
Édition précédente Édition suivante
CSKA Moscou
Dynamo Moscou
Lokomotiv Moscou
Spartak Moscou
La saison 2015-2016 de Premier-Liga est la vingt-quatrième édition de la première division russe. C'est la cinquième édition à suivre un calendrier « automne-printemps » à cheval sur deux années civiles. Elle prend place du 17 juillet 2015 au 21 mai 2016.
Les seize meilleurs clubs du pays sont regroupés au sein d'une poule unique où ils s'affrontent à deux reprises, à domicile et à l'extérieur, pour un total de 240 matchs.
En fin de saison, le premier au classement est sacré champion de Russie et se qualifie directement pour la phase de groupes de la Ligue des champions 2016-2017, tandis que son dauphin se qualifie lui pour le troisième tour de qualification de cette même compétition. Le vainqueur de la Coupe de Russie 2015-2016 est quant à lui qualifié pour la phase de groupes de la Ligue Europa 2016-2017 tandis que le troisième et le quatrième du championnat prennent part au troisième de qualification de la compétition. La place du vainqueur de la Coupe peut éventuellement être réattribuée au cinquième du championnat si celui-ci est déjà qualifié pour une compétition européenne par le biais du championnat, ce qui est le cas cette saison. Dans le même temps, les deux derniers du classement sont directement relégués en deuxième division tandis que le treizième et le quatorzième doivent disputer un barrage de relégation face au troisième et au quatrième de cette même division.
Elle voit le CSKA Moscou remporter son sixième titre de champion de Russie, et succéder au Zénith Saint-Pétersbourg qui termine lui troisième. Il devance ainsi de deux points le FK Rostov, surprenant concurrent au titre, qui termine à la place de dauphin. Les deux se qualifient ainsi pour la Ligue des champions. Le Zénith remporte quant à lui la coupe de Russie et se qualifie pour la phase de groupes de la Ligue Europa, tandis que Krasnodar et le Spartak Moscou, respectivement quatrième et cinquième, se qualifient pour le troisième tour de qualification. À l'autre bout du classement, le Mordovia Saransk termine dernier du championnat avec vingt-quatre points et est relégué. Il est accompagné du Dynamo Moscou, avant-dernier, qui est relégué pour la première fois de son histoire, périodes russe et soviétique confondues. Le Kouban Krasnodar est également relégué à l'issue des barrages après sa défaite face à Tom Tomsk tandis que l'Anji Makhatchkala se maintient en battant le Volgar Astrakhan.
Le Russe Fyodor Smolov du FK Krasnodar termine meilleur buteur de la compétition avec vingt buts inscrits. Il est suivi du Néerlandais Quincy Promes du Spartak Moscou qui en a inscrit dix-huit tandis que le Brésilien Hulk du Zénith en décompte seize. Ce dernier est par ailleurs élu meilleur passeur de la compétition avec seize passes décisives délivrées. Il est suivi de Pavel Mamaïev du FK Krasnodar avec treize passes tandis qu'Oleg Ivanov du Terek Grozny complète le podium avec huit passes décomptées.

## Participants
Un total de seize équipes participent au championnat, quatorze d'entre elles étant déjà présentes la saison précédente, auxquelles s'ajoutent deux promus de deuxième division que sont l'Anji Makhatchkala et le Krylia Sovetov Samara qui remplacent l'Arsenal Toula et le Torpedo Moscou, relégués la saison précédente. Les deux équipes retrouvant la première division après une seule année d'absence.
Parmi ces clubs, quatre d'entre eux n'ont jamais quitté le championnat depuis sa fondation en 1992 : les quatre équipes moscovites du CSKA, du Dynamo du Lokomotiv et du Spartak. En dehors de ceux-là, le Zénith Saint-Pétersbourg évolue continuellement dans l'élite depuis 1996 tandis que le Rubin Kazan (2003), l'Amkar Perm (2004), l'Akhmat Grozny (2008) et le FK Rostov (2009) sont présents depuis les années 2000.
Légende des couleurs
- Phase de groupes de la Ligue des champions 2015-2016
- Troisième tour de qualification de la Ligue des champions 2015-2016
- Phase de groupes de la Ligue Europa 2015-2016
- Troisième tour de qualification de la Ligue Europa 2015-2016
- Promu de deuxième division 2014-2015

| Club                     | Présent depuis | Classement 2014-2015 | Entraîneur                        | Stade           | Capacité théorique |
| ------------------------ | -------------- | -------------------- | --------------------------------- | --------------- | ------------------ |
| Zénith Saint-Pétersbourg | 1996           | 1                    | André Villas-Boas                 | Stade Petrovski | 21 405             |
| CSKA Moscou              | 1992           | 2                    | Leonid Sloutski                   | Arena Khimki    | 18 636             |
| FK Krasnodar             | 2011           | 3                    | Oleg Kononov                      | Stade Kouban    | 31 654             |
| Dynamo Moscou            | 1992           | 4                    | Sergueï Tchikichev (en) (intérim) | Arena Khimki    | 18 636             |
| Rubin Kazan              | 2003           | 5                    | Valeriy Chaly (en)                | Kazan-Arena     | 45 379             |
| Spartak Moscou           | 1992           | 6                    | Dmitri Alenitchev                 | Otkrytie Arena  | 45 360             |
| Lokomotiv Moscou         | 1992           | 7                    | Igor Tcherevtchenko               | Stade Lokomotiv | 28 800             |
| Mordovia Saransk         | 2014           | 8                    | Marat Moustafine (intérim)        | Stade Start     | 11 613             |
| Terek Grozny             | 2008           | 9                    | Rashid Rahimov                    | Akhmad Arena    | 30 597             |
| Kouban Krasnodar         | 2011           | 10                   | Igor Osinkine (en)                | Stade Kouban    | 31 654             |
| Amkar Perm               | 2004           | 11                   | Gadji Gadjiev                     | Stade Zvezda    | 17 000             |
| FK Oufa                  | 2014           | 12                   | Sergueï Tomarov (intérim)         | Stade Neftianik | 15 234             |
| Oural Iekaterinbourg     | 2013           | 13                   | Vadim Skripchenko                 | SKB-Bank Arena  | 10 000             |
| FK Rostov                | 2009           | 14                   | Kurban Berdyev                    | Olimp-2         | 15 843             |
| Krylia Sovetov Samara    | 2015           | 1 (D2)               | Franky Vercauteren                | Stade Metalurg  | 33 004             |
| Anji Makhatchkala        | 2015           | 2 (D2)               | Ruslan Agalarov                   | Anji Arena      | 26 400             |

1. 1 2 3 4  N'est ici comptée que la période depuis la fondation du championnat russe en 1992, indépendamment de l'éventuelle présence dans l'ancien championnat soviétique dont il est le successeur.

### Changements d'entraîneur
| Club                 | Entraîneur partant       | Motif du départ     | Date de départ     | Position   | Entraîneur arrivant               | Date d'arrivée    |
| -------------------- | ------------------------ | ------------------- | ------------------ | ---------- | --------------------------------- | ----------------- |
| Mordovia Saransk     | Iouri Siomine            | Fin de contrat      | 31 mai 2015        | Pré-saison | Andreï Gordeïev                   | 3 juin 2015       |
| Spartak Moscou       | Murat Yakin              | Consentement mutuel | 31 mai 2015        | Pré-saison | Dmitri Alenitchev                 | 10 juin 2015      |
| Anji Makhatchkala    | Sergueï Tachouïev        | Fin de contrat      | 31 mai 2015        | Pré-saison | Iouri Siomine                     | 18 juin 2015      |
| Kouban Krasnodar     | Andreï Sosnitski (en)    | Fin de l'intérim    | 31 mai 2015        | Pré-saison | Dmitri Khokhlov                   | 10 juin 2015      |
| Oural Iekaterinbourg | Aleksandr Tarkhanov      | Devient conseiller  | 8 juin 2015        | Pré-saison | Viktor Goncharenko                | 14 juin 2015      |
| Dynamo Moscou        | Stanislav Tchertchessov  | Consentement mutuel | 13 juillet 2015    | Pré-saison | Andreï Kobelev                    | 13 juillet 2015   |
| Oural Iekaterinbourg | Viktor Goncharenko       | Consentement mutuel | 1er septembre 2015 | 11e        | Vadim Skripchenko                 | 3 septembre 2015  |
| Rubin Kazan          | Rinat Bilialetdinov (en) | Renvoi              | 4 septembre 2015   | 15e        | Valeriy Chaly (en)                | 10 septembre 2015 |
| Kouban Krasnodar     | Dmitri Khokhlov          | Renvoi              | 16 septembre 2015  | 16e        | Sergueï Tachouïev                 | 17 septembre 2015 |
| Anji Makhatchkala    | Iouri Siomine            | Consentement mutuel | 29 septembre 2015  | 16e        | Ruslan Agalarov                   | 29 septembre 2015 |
| FK Oufa              | Igor Kolyvanov           | Consentement mutuel | 21 octobre 2015    | 15e        | Ievgueni Perevertaïlo             | 21 octobre 2015   |
| Mordovia Saransk     | Andreï Gordeïev          | Consentement mutuel | 7 avril 2016       | 15e        | Marat Moustafine (intérim)        | 7 avril 2016      |
| Kouban Krasnodar     | Sergueï Tachouïev        | Démission           | 26 avril 2016      | 14e        | Igor Osinkine (en)                | 4 mai 2016        |
| Dynamo Moscou        | Andreï Kobelev           | Consentement mutuel | 10 mai 2016        | 12e        | Sergueï Tchikichev (en) (intérim) | 10 mai 2016       |
| FK Oufa              | Ievgueni Perevertaïlo    | Démission           | 18 mai 2016        | 15e        | Sergueï Tomarov (intérim)         | 18 mai 2016       |

## Compétition

### Règlement
Le classement est établi sur le barème classique de points (victoire à 3 points, match nul à 1, défaite à 0). Pour départager les équipes à égalité de points, on utilise les critères suivants :
1. Le nombre de matchs gagnés
2. Les confrontations directes (points, matchs gagnés, différence de buts, buts marqués, buts marqués à l'extérieur)
3. Différence de buts générale
4. Buts marqués (général)
5. Buts marqués à l'extérieur (général)
6. Position dans le championnat précédent ou match d'appui

### Classement
| Rang | Équipe                       | Pts | J  | G  | N  | P  | Bp | Bc | Diff |
| ---- | ---------------------------- | --- | -- | -- | -- | -- | -- | -- | ---- |
| 1    | CSKA Moscou                  | 65  | 30 | 20 | 5  | 5  | 51 | 25 | +26  |
| 2    | FK Rostov                    | 63  | 30 | 19 | 6  | 5  | 41 | 20 | +21  |
| 3    | Zénith Saint-Pétersbourg T C | 59  | 30 | 17 | 8  | 5  | 61 | 32 | +29  |
| 4    | FK Krasnodar                 | 56  | 30 | 16 | 8  | 6  | 54 | 25 | +29  |
| 5    | Spartak Moscou               | 50  | 30 | 15 | 5  | 10 | 48 | 39 | +9   |
| 6    | Lokomotiv Moscou             | 50  | 30 | 14 | 8  | 8  | 43 | 33 | +10  |
| 7    | Terek Grozny                 | 44  | 30 | 11 | 11 | 8  | 35 | 30 | +5   |
| 8    | Oural Iekaterinbourg         | 39  | 30 | 10 | 9  | 11 | 39 | 46 | -7   |
| 9    | Krylia Sovetov Samara P      | 35  | 30 | 9  | 8  | 13 | 19 | 31 | -12  |
| 10   | Rubin Kazan                  | 33  | 30 | 9  | 6  | 15 | 33 | 39 | -6   |
| 11   | Amkar Perm                   | 31  | 30 | 7  | 10 | 13 | 22 | 33 | -11  |
| 12   | FK Oufa                      | 27  | 30 | 6  | 9  | 15 | 25 | 44 | -19  |
| 13   | Anji Makhatchkala P          | 26  | 30 | 6  | 8  | 16 | 28 | 50 | -22  |
| 14   | Kouban Krasnodar             | 26  | 30 | 5  | 11 | 14 | 34 | 44 | -10  |
| 15   | Dynamo Moscou                | 25  | 30 | 5  | 10 | 15 | 25 | 47 | -22  |
| 16   | Mordovia Saransk             | 24  | 30 | 4  | 12 | 14 | 30 | 50 | -20  |

Qualification européennes
- Phase de groupes de la Ligue des champions 2016-2017
- Troisième tour de qualification de la Ligue des champions 2016-2017
- Phase de groupes pour la Ligue Europa 2016-2017
- Troisième tour de qualification de la Ligue Europa 2016-2017

Relégation en deuxième division
- 13e et 14e : barrage de promotion-relégation
- 15e et 16e : relégation

Abréviations
- T : Tenant du titre
- C : Vainqueur de la Coupe de Russie
- P : Promu de deuxième division

### Résultats
| Résultats (▼dom., ►ext.) | AMK | ANZ | CSK | DYN | KRA | KRY | KUB | LOK | MOR | ROS | RUB | SPA | TER | UFA | URL | ZEN |
| Amkar Perm               |     | 1-1 | 2-0 | 1-1 | 0-1 | 1-0 | 1-1 | 0-1 | 2-1 | 0-0 | 1-2 | 1-3 | 1-0 | 1-0 | 1-1 | 0-2 |
| Anji Makhatchkala        | 0-1 |     | 1-1 | 2-3 | 2-2 | 0-1 | 1-0 | 1-3 | 3-0 | 0-0 | 1-2 | 0-4 | 0-2 | 1-1 | 1-1 | 0-1 |
| CSKA Moscou              | 2-0 | 1-0 |     | 1-0 | 2-0 | 0-2 | 2-0 | 1-1 | 7-1 | 2-1 | 1-0 | 1-0 | 1-0 | 2-0 | 3-2 | 2-2 |
| Dynamo Moscou            | 0-0 | 1-2 | 0-2 |     | 1-4 | 0-1 | 2-1 | 2-2 | 2-2 | 1-3 | 0-0 | 2-3 | 0-1 | 2-0 | 1-0 | 0-3 |
| FK Krasnodar             | 1-0 | 3-0 | 2-1 | 4-0 |     | 3-0 | 1-1 | 1-2 | 0-0 | 2-1 | 2-1 | 0-1 | 1-1 | 4-0 | 6-0 | 0-0 |
| Krylia Sovetov Samara    | 0-0 | 0-0 | 0-2 | 0-0 | 0-4 |     | 3-0 | 0-0 | 1-0 | 0-1 | 1-1 | 0-2 | 0-2 | 1-0 | 1-1 | 0-2 |
| Kouban Krasnodar         | 1-1 | 1-1 | 0-1 | 1-0 | 2-3 | 2-0 |     | 6-2 | 1-2 | 0-1 | 0-1 | 3-0 | 2-2 | 1-1 | 0-2 | 2-2 |
| Lokomotiv Moscou         | 3-0 | 0-2 | 1-1 | 1-1 | 2-1 | 2-0 | 0-1 |     | 3-0 | 0-2 | 1-0 | 0-2 | 0-0 | 2-0 | 2-2 | 2-0 |
| Mordovia Saransk         | 1-1 | 4-0 | 4-6 | 1-1 | 0-1 | 1-2 | 1-1 | 0-1 |     | 2-1 | 2-1 | 0-1 | 0-0 | 0-1 | 1-1 | 0-3 |
| FK Rostov                | 1-0 | 1-0 | 2-0 | 1-0 | 0-0 | 1-1 | 2-1 | 2-1 | 3-2 |     | 1-0 | 2-0 | 1-1 | 1-1 | 1-0 | 3-0 |
| Rubin Kazan              | 0-2 | 1-2 | 0-1 | 4-1 | 1-1 | 2-0 | 1-0 | 3-1 | 1-1 | 0-3 |     | 2-2 | 0-1 | 3-1 | 1-2 | 1-3 |
| Spartak Moscou           | 2-1 | 1-2 | 1-2 | 3-0 | 3-2 | 1-0 | 2-2 | 1-2 | 2-2 | 1-0 | 1-0 |     | 3-0 | 2-2 | 0-1 | 2-2 |
| Terek Grozny             | 2-0 | 3-2 | 0-0 | 1-1 | 0-1 | 0-1 | 1-1 | 2-1 | 0-0 | 0-2 | 2-1 | 2-1 |     | 4-1 | 1-1 | 4-1 |
| FK Oufa                  | 2-1 | 2-0 | 1-3 | 0-1 | 1-1 | 1-0 | 2-2 | 0-3 | 1-1 | 1-2 | 1-1 | 3-0 | 1-0 |     | 0-1 | 0-1 |
| Oural Iekaterinbourg     | 3-1 | 4-2 | 0-3 | 1-1 | 3-1 | 1-1 | 2-0 | 1-3 | 3-1 | 1-2 | 0-1 | 0-1 | 3-3 | 1-0 |     | 1-4 |
| Zénith Saint-Pétersbourg | 1-1 | 5-1 | 2-0 | 2-1 | 0-2 | 1-3 | 4-1 | 1-1 | 0-0 | 3-0 | 4-2 | 5-2 | 3-0 | 1-1 | 3-0 |     |

### Barrages de relégation
Le treizième et le quatorzième du championnat affrontent respectivement le quatrième et le troisième de la deuxième division à la fin de la saison dans le cadre d'un barrage aller-retour.
L'Anji Makhatchkala parvient à se défaire du Volgar Astrakhan à la faveur de deux victoires 2-0 à domicile et 1-0 à l'extérieur et se maintient en première division. Dans le même temps, le Kouban Krasnodar parvient à se défaire de Tom Tomsk à domicile lors du match aller sur le score de 1-0 avant d'être finalement vaincu 2-0 lors du match retour. Tom Tomsk accède ainsi à la première division au détriment du Kouban qui est relégué en deuxième division. 
| Équipe 1              | Résultat | Équipe 2               | Aller | Retour |
| --------------------- | -------- | ---------------------- | ----- | ------ |
| Volgar Astrakhan (D2) | 0 - 3    | (D1) Anji Makhatchkala | 0 - 1 | 0 - 2  |
| Kouban Krasnodar (D1) | 1 - 2    | (D2) Tom Tomsk         | 1 - 0 | 0 - 2  |

| 24 mai 2016 | Volgar Astrakhan (D2) | 0 - 1 | (D1) Anji Makhatchkala | Stade central, Astrakhan                         |                                                  |
|             |                       |       | 90+2e Boli             | Spectateurs : 10 500 Arbitrage : Kirill Levnikov | Spectateurs : 10 500 Arbitrage : Kirill Levnikov |
|             | Rapport               |       |                        | Spectateurs : 10 500 Arbitrage : Kirill Levnikov | Spectateurs : 10 500 Arbitrage : Kirill Levnikov |

| 27 mai 2016 | Anji Makhatchkala (D1)   | 2 - 0 | (D2) Volgar Astrakhan | Anji Arena, Kaspiisk                                |                                                     |
|             | Lazić (en) 7e · Boli 34e |       |                       | Spectateurs : 21 500 Arbitrage : Sergueï Lapochkine | Spectateurs : 21 500 Arbitrage : Sergueï Lapochkine |
|             | Rapport                  |       |                       | Spectateurs : 21 500 Arbitrage : Sergueï Lapochkine | Spectateurs : 21 500 Arbitrage : Sergueï Lapochkine |

| 24 mai 2016 | Kouban Krasnodar (D1) | 1 - 0 | (D2) Tom Tomsk | Stade Kouban, Krasnodar                           |                                                   |
|             | Armaș 19e (pen.)      |       |                | Spectateurs : 9 501 Arbitrage : Aleksandr Iegorov | Spectateurs : 9 501 Arbitrage : Aleksandr Iegorov |
|             | Rapport               |       |                | Spectateurs : 9 501 Arbitrage : Aleksandr Iegorov | Spectateurs : 9 501 Arbitrage : Aleksandr Iegorov |

| 27 mai 2016 | Tom Tomsk (D2)                         | 2 - 0 | (D1) Kouban Krasnodar | Stade Troud, Tomsk                             |                                                |
|             | Bachkirov (en) 57e · Ciupercă (en) 72e |       |                       | Spectateurs : 9 500 Arbitrage : Vitali Mechkov | Spectateurs : 9 500 Arbitrage : Vitali Mechkov |
|             | Rapport                                |       |                       | Spectateurs : 9 500 Arbitrage : Vitali Mechkov | Spectateurs : 9 500 Arbitrage : Vitali Mechkov |

## Statistiques
| Rang | Joueur             | Club                            | Buts |
| ---- | ------------------ | ------------------------------- | ---- |
| 1    | Fiodor Smolov      | FK Krasnodar                    | 20   |
| 2    | Quincy Promes      | Spartak Moscou                  | 18   |
| 3    | Hulk               | Zénith Saint-Pétersbourg        | 17   |
| 4    | Artiom Dziouba     | Zénith Saint-Pétersbourg        | 15   |
| 5    | Ahmed Musa         | CSKA Moscou                     | 13   |
| 6    | Ievgueni Loutsenko | Mordovia Saransk                | 10   |
| 6    | Pavel Mamaïev      | FK Krasnodar                    | 10   |
| 6    | Lorenzo Melgarejo  | Kouban Krasnodar Spartak Moscou | 10   |
| 9    | Sardar Azmoun      | FK Rostov                       | 9    |
| 9    | Yannick Boli       | Anji Makhatchkala               | 9    |
| 9    | Maciej Rybus       | Terek Grozny                    | 9    |
| 9    | Aleksandr Samedov  | Lokomotiv Moscou                | 9    |

| Rang | Joueur              | Club                     | Passes |
| ---- | ------------------- | ------------------------ | ------ |
| 1    | Hulk                | Zénith Saint-Pétersbourg | 16     |
| 2    | Pavel Mamaïev       | FK Krasnodar             | 13     |
| 3    | Oleg Ivanov         | Terek Grozny             | 8      |
| 3    | Timofei Kalachev    | FK Rostov                | 8      |
| 5    | Fiodor Smolov       | FK Krasnodar             | 7      |
| 6    | Gerson Acevedo (en) | Oural Iekaterinbourg     | 6      |
| 6    | Oleg Chatov         | Zénith Saint-Pétersbourg | 6      |
| 6    | Yohan Mollo         | Krylia Sovetov Samara    | 6      |
| 6    | Oumar Niasse        | Lokomotiv Moscou         | 6      |
| 6    | Aleksandr Samedov   | Lokomotiv Moscou         | 6      |

## Les 33 meilleurs joueurs de la saison
À l'issue de la saison, la fédération russe de football désigne les 33 meilleurs joueurs du championnat (ru).
Gardien
1. Igor Akinfeïev (CSKA Moscou)
2. Guilherme (Lokomotiv Moscou)
3. Soslan Djanaïev (FK Rostov)

Arrière droit
1. Igor Smolnikov (Zénith Saint-Pétersbourg)
2. Mário Fernandes (CSKA Moscou)
3. Oleg Kouzmine (Rubin Kazan)

Défenseur central droit
1. Vassili Bérézoutski (CSKA Moscou)
2. Vedran Ćorluka (Lokomotiv Moscou)
3. Andreas Granqvist (FK Krasnodar)

Défenseur central gauche
1. Sergueï Ignachevitch (CSKA Moscou)
2. Ezequiel Garay (Zénith Saint-Pétersbourg)
3. Bastos (FK Rostov)

Arrière gauche
1. Vitaliy Denisov (Lokomotiv Moscou)
2. Iouri Jirkov (Dynamo Moscou/Zénith Saint-Pétersbourg)
3. Fiodor Koudriachov (Terek Grozny/FK Rostov)

Milieu droit
1. Pontus Wernbloom (CSKA Moscou)
2. Javi García (Zénith Saint-Pétersbourg)
3. Oleg Ivanov (Terek Grozny)

Milieu central
1. Pavel Mamaïev (FK Krasnodar)
2. Danny (Zénith Saint-Pétersbourg)
3. Roman Eremenko (CSKA Moscou)

Milieu gauche
1. Alan Dzagoïev (CSKA Moscou)
2. Axel Witsel (Zénith Saint-Pétersbourg)
3. Christian Noboa (FK Rostov)

Attaquant droit
1. Hulk (Zénith Saint-Pétersbourg)
2. Quincy Promes (Spartak Moscou)
3. Aleksandr Samedov (Lokomotiv Moscou)

Attaquant central
1. Fiodor Smolov (FK Krasnodar)
2. Artyom Dziouba (Zénith Saint-Pétersbourg)
3. Sardar Azmoun (FK Rostov)

Attaquant gauche
1. Ahmed Musa (CSKA Moscou)
2. Oleg Chatov (Zénith Saint-Pétersbourg)
3. Dmitri Poloz (FK Rostov)

## Bilan de la saison
| Championnat de Russie de football 2015-2016                        |                           |
| Champion                                                           | FK CSKA Moscou (6e titre) |
| Coupes et trophées                                                 |                           |
| Vainqueur de la Coupe de Russie 2015-2016                          | Zénith Saint-Pétersbourg  |
| Qualifications continentales                                       |                           |
| Ligue des champions de l'UEFA 2016-2017                            | CSKA Moscou               |
| Ligue des champions de l'UEFA 2016-2017                            | FK Rostov                 |
| Ligue Europa 2016-2017                                             | Zénith Saint-Pétersbourg  |
| Ligue Europa 2016-2017                                             | FK Krasnodar              |
| Ligue Europa 2016-2017                                             | Spartak Moscou            |
| Promotions et relégations                                          |                           |
| Promus en Championnat de Russie de football                        | Gazovik Orenbourg         |
| Promus en Championnat de Russie de football                        | Arsenal Toula             |
| Promus en Championnat de Russie de football                        | Tom Tomsk                 |
| Relégués en Championnat de Russie de football de deuxième division | Dynamo Moscou             |
| Relégués en Championnat de Russie de football de deuxième division | Mordovia Saransk          |
| Relégués en Championnat de Russie de football de deuxième division | Kouban Krasnodar          |